# Ямагути, Отоя
Отоя Ямагути (яп. 山口二矢 Ямагути Отоя, 22 февраля 1943, Токио, Япония — 2 ноября 1960, там же) — японский студент и политический активист, убивший Инэдзиро Асануму, лидера Социалистической партии Японии. Фотография, на которой было запечатлено убийство, удостоилась Пулитцеровской премии. Ямагути покончил с собой в тюрьме.

## Биография
Отоя Ямагути родился в Токио. Его отцом был полковник Сил самообороны Японии Симпэй Ямагути. Отоя придерживался ультраправых взглядов, был членом Патриотической партии «Великая Япония». Он был девять раз арестован по различным причинам. 12 октября 1960 года, в семнадцатилетнем возрасте, он убил Инэдзиро Асануму, лидера Социалистической партии. Преступление произошло во время выступления Асанумы. Ямагути отделился от толпы слушателей и нанёс политику два ранения вакидзаси. Полиции Ямагути сказал, что в его планы входило убийство и Сандзо Носаки.
После этого Ямагути был помещён в тюрьму для несовершеннолетних, где он покончил с собой. На стене камеры он оставил надпись зубной пастой «Семь жизней за страну. Долгой жизни Его Императорскому Величеству!» Выражение «Семь жизней за страну» принадлежит самураю Кусуноки Масасигэ.

## Память
Фотография убийства, сделанная репортёром Ясуси Нагао, удостоилась Пулитцеровской премии. Таким образом она стала первой фотографией-лауреатом премии, сделанной не американцем.
В пятидесятую годовщину убийства ультраправые Японии собрались вокруг зала, где выступал Асанума, чтобы почтить память Ямагути.
Ямагути стал прототипом ведущего персонажа повести Кэндзабуро Оэ «Семнадцатилетний». Произведение вызвало протесты со стороны ультраправых, в результате чего издательству пришлось отказаться от публикации анонсированного продолжения.